# Боевой киносборник № 4
«Боевой киносборник № 4» — четвёртый фильм серии из тринадцати боевых киносборников, вышедших в годы Великой Отечественной войны. Снимался на московской киностудии «Союздетфильм» в дни наступления нацистов на Москву. Состоит из трёх новелл, объединённых конферансом Любови Орловой в роли письмоносицы Стрелки, героини комедии «Волга, Волга», вместе с письмами привозящей новые картины. Вышел на экраны 9 сентября 1941 года.

## Британский флот

### Сюжет
Монтаж британской кинохроники.
Автор-монтажёр — Лев Фелонов.

## Патриотка

### Сюжет
Великая Отечественная война. Один из наших броневиков, получив пробоину в бензобаке, выходит из строя. Стрелок экипажа отправляется в ближайший населённый пункт за горючим. По пути герой встречает молодую трактористку. Девушка сообщает о том, что немцы сбросили воздушный десант и сгоняют всё население на строительство взлётно-посадочной площадки. Она берётся сама принести бензин. Обманув немецких солдат, буквально из-под носа врага девушка ловко выносит два ведра бензина, и, заняв место раненого водителя, уверенно ведёт боевую машину на нацистов. Увидев неожиданное подкрепление, жители посёлка нападают на нацистских парашютистов и быстро расправляются с врагом.

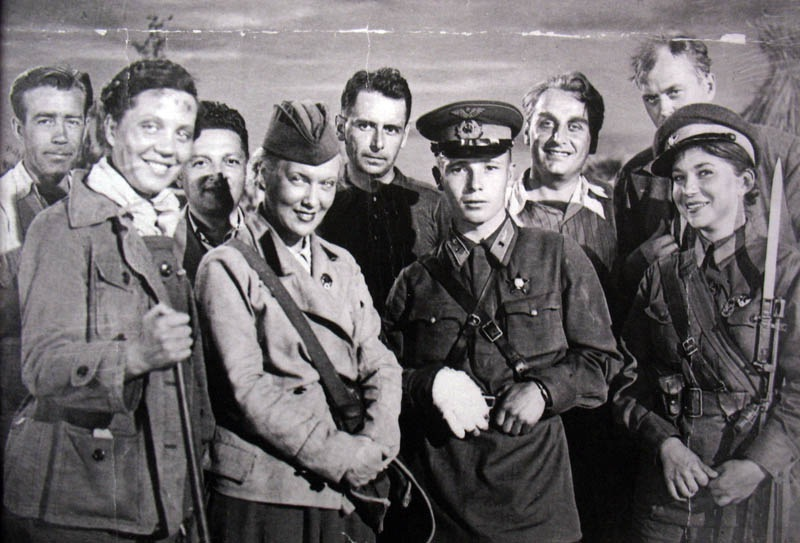
На съёмках «Боевого киносборника № 4». Любовь Орлова и Григорий Александров с актрисами Мариной Гаврилко и Елизаветой Кузюриной. В центре — лётчик Виктор Талалихин. Август 1941 года

### В ролях
- Зоя Фёдорова — Франя
- Владимир Володин — командир (нет в титрах)
- Елизавета Кузюрина — девушка-шофёр (нет в титрах)
- А. Маленков — лейтенант (нет в титрах)
- Евгений Велихов — немецкий диверсант (нет в титрах)
- Александр Баранов — командир танка (нет в титрах)
- Павел Шпрингфельд — танкист Зотов (нет в титрах)
- Елена Максимова — колхозница (нет в титрах)
- Андрей Файт — немецкий офицер (нет в титрах)
- В. Соловьёв — немецкий офицер (нет в титрах)
- Владимир Уральский — старик (нет в титрах)
- Алексей Егоров — парень (нет в титрах)

### Съёмочная группа
- Авторы сценария: Евгений Помещиков, Николай Рожков
- Режиссёр: Василий Пронин
- Оператор: Александр Шеленков

## Приказ выполнен»

### Сюжет
О подвиге красноармейца Бакова, доставившего в часть тягач с боеприпасами. В основе — сообщение Совинформбюро.

### В ролях
- Владимир Соловьёв — Владимир Романович Тюрин, капитан
- Дмитрий Павлов — Михаил Баков, боец
- Сергей Пожарский — таратора
- Владимир Чувелев — тракторист
- Александр Смирнов — боец (нет в титрах)

### Съёмочная группа
- Автор сценария: Геннадий Фиш, Константин Исаев
- Режиссёр: Ефим Арон
- Оператор: Александр Гальперин
- Композитор: Лев Шварц (нет в титрах)

## Над фильмом работали
- Авторы конферанса: Александр Раскин, Морис Слободской, Григорий Александров
- Режиссёр: Григорий Александров
- Оператор: Борис Петров
- Художник: Людмила Блатова (нет в титрах)
- Композитор: Вано Мурадели (нет в титрах)
- В роли Стрелки: Любовь Орлова